# 자그레브 로켓 공격
자그레브 로켓 공격(크로아티아어: Raketiranje Zagreba 1995)은 세르비아 크라이나 공화국의 군사가 크로아티아 독립 전쟁 기간 크로아티아의 수도인 자그레브를 여러 대의 다연장 로켓 발사기를 사용해 실시한 두 건의 로켓포 공격 사건이다. 1995년 5월 2일과 3일 이틀에 걸쳐 크로아티아 육군의 플래시 작전에 대한 보복을 구실로 공격했으며, 이 공격으로 7명이 사망 했고 크로아트인 및 외국인 200명 이상이 부상을 입었다. 로켓포 공격은 의도적으로 민간인 거주지를 향해 일어났다. 자그레브는 이 로켓포 공격으로 피해를 입은 여러 도시 중 가장 큰 도시이다. 크로아티아 독립 전쟁에서는 이 공격 이외에도 여러 차례 집속탄을 사용한 공격이 일어났다.
구유고슬라비아 국제형사재판소(ICTY)는 이 공격을 인도에 반한 죄로 규정하고 세르브계 크로아티아인 국가의 지도자인 밀란 마르티치를 이 공격을 지시한 혐의로 유죄 판결을 내렸다.

## 배경
전쟁 초기 크로아티아의 수도 자그레브는 최전선과 멀리 떨어져 있어 큰 피해를 입지 않았다. 세르비아의 장군 밀란 첼레케티치는 로켓 공격 한달 전인 1995년 3월 24일 언론과의 인터뷰에서 크로아티아의 공세가 시작된다면 "약점", 즉 "크로아티아 도시의 공원"을 공격할 것이라고 하며 "우리는 공원에 누가 있는지를 알고 있다. 민간인이다. 우리는 민간인을 그냥 공격할 것이다"라고 말했다.
1995년 5월 크로아티아는 1991년 이후부터 세르비아가 장악하고 있던 서슬라보니아 지역(유엔 보호군 서부 지구)를 탈환하는 작전인 플래시 작전을 시작했다. 이웃한 보스니아에 있는 스릅스카 공화국의 지도자 라도반 카라지치는 크로아티아의 세르브계에 지원을 보내겠다고 위협했다. 서슬라보니아 지역의 세르비아 방어선이 급격하게 붕괴되자 세르비아 크라이나의 지도자인 밀란 마르티치는 자칭 세르비아 크라이나 공화국 내에 있는 로켓포 부대를 동원해 수도 자그레브에 미사일을 발사하라고 명령했다. 자그레브 외에도 카를로바츠와 시사크도 공격을 받았다.
당시 크라이나가 소유한 로켓포 장비는 유고슬라비아에서 생산한 M-87 오르칸 262 mm 다연장 로켓 발사기로 M-87 비유도 미사일을 발사했다. 자그레브에 발사된 미사일은 항공 집속탄 탄두로 무장된 미사일(카세트 폭탄이나 징글벨이라는 별칭으로 불림)로 각 탄두에는 288개의 소형 탄약이 들어 있었으며 목표 지역 상공 1,000 m 지점에서 폭발해 흩뿌려졌다. 지상에 충돌시 각 폭탄은 폭발해 420개의 펠릿을 방출하며 각 펠릿의 유효 치사거리는 약 10 m이다. 즉 로켓 한 발당 약 12만개의 탄환이 발사되며 낙하 지역의 보병을 사살하거나 불구로 만들 수 있도록 특별히 설계되었다.

## 공격
5월 1일 세르비아 크라이나 지도자 간 회의가 열렸다. 당시 평화 협상이 진행 중이었으나 마르티치와 첼레케티치는 평화적 해결 방안에 찬성하지 않았다. 5월 1일 오후 1시 밀란 첼레케티치는 마르티치가 입회한 가운데 시사크를 향한 포격을 명령했고, 이 날 오후 5시에 포격이 시작되었다. 같은 날, 크닌의 M-87 오르칸 로켓포 부대가 자그레브에서 남쪽으로 약 50 km 떨어진 보이니치로 재배치되었다.
첫 번째 공격은 5월 2일 오전 10시 25분경에 발생했다. 당시 많은 민간인이 거리 밖으로 나와 있었다. 공격 대상에는 스트로스마이에르 산책로, 페트린스카 거리, 블라슈카 거리 등이 있었으며 블라슈카 거리에서는 승객이 가득 찬 트램이 미사일에 피격되었다. 시내 중심가에 있는 자그레브 클라시치나 기므나지야 체육관과 자그레브 공항도 공격을 받았다. 총 민간인 4명이 사망하고 146명이 부상을 입었다.
두 번째 공격은 다음 날인 5월 3일 오후 12시 10분에 발생했다. 공격으로 클라이체바 거리의 어린이 병원, 자그레브의 크로아티아 국립극장(당시 러시아인, 우크라이나인, 영국인 발레 무용수들이 거주하고 있었으며 일부가 부상을 입음), 니콜라 슈비치 즈린스키 공원의 법원 건물이 피격받았다.
이 공격으로 민간인 2명이 사망했고 48명이 부상을 입었다. 첫 번째 공격 이후 많은 사람들이 공공장소를 피해 피해 정도가 더 적었다. 대부분의 미사일이 오전에 민간인이 가장 많이 모이는 도심과 그 주변 거리를 겨냥했다. 두 차례의 공격으로 민간인 7명이 사망하고 약 200명이 부상(이 중 100명 이상이 중상)을 입었다.

## 여파

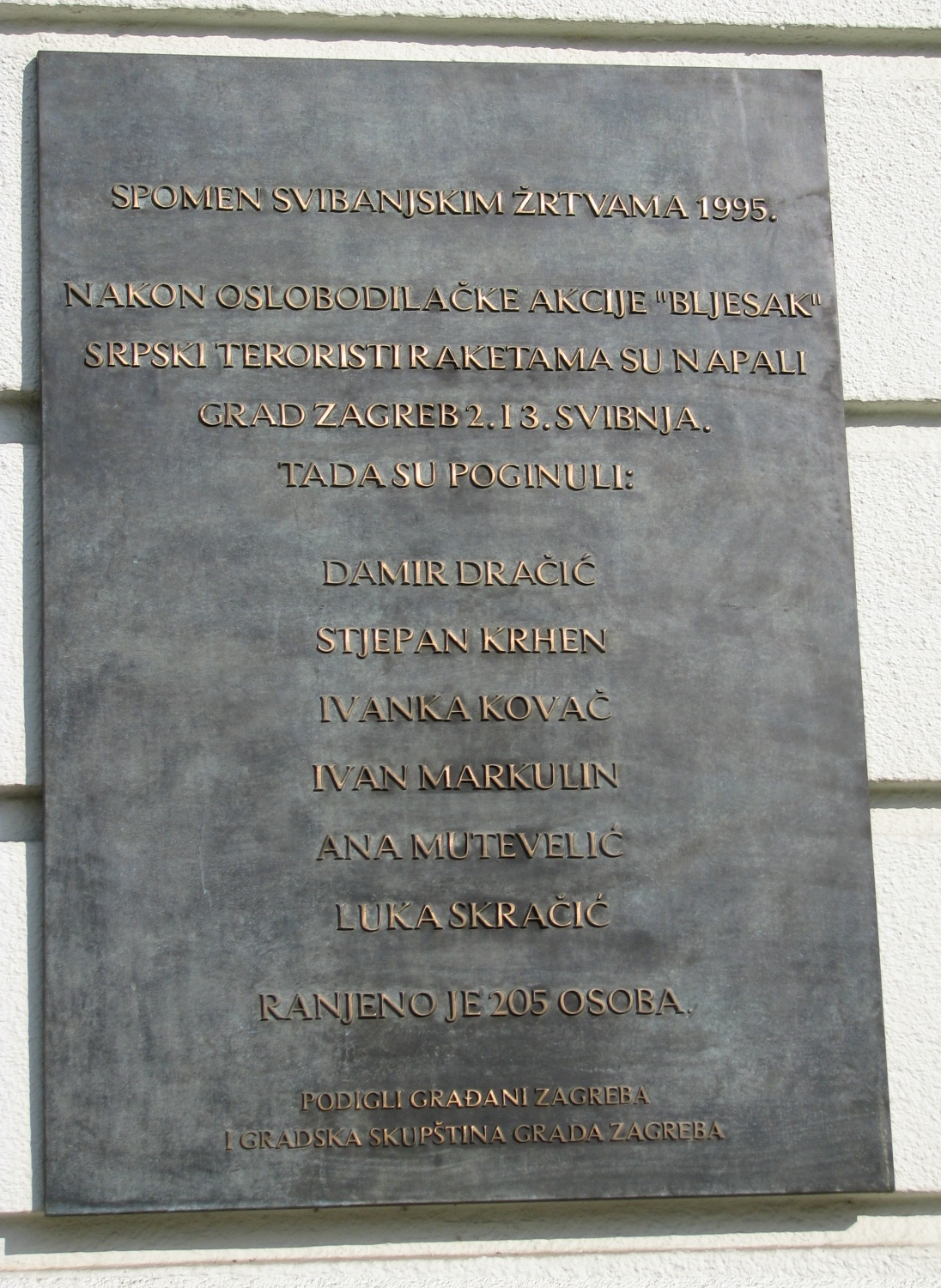
로켓 공격 희생자를 추모하는 명판

5월 3일 당시 세르비아의 대통령 슬로보단 밀로셰비치는 신 유고슬라비아군 참모총장인 몸칠로 페리시치에게 첼레케티치에게 전화를 걸어 자그레브를 향한 추가 공격을 금지하라고 명령했다.
5월 4일 플래시 작전 종료 후 유엔 특사 아카시 야스시는 마르티치를 만나 공격을 시행한 일을 비판했다. 마르티치는 공격을 재개하겠다고 위협하며 "자그레브를 향한 대규모 로켓 공격으로 10만명을 죽일 것"이라고 말했다.
2013년 10월 10일, 공격 발발 18주년만에 클라이체바 어린이 병원 옥상에서 폭발하지 않은 집속탄이 발견되었다. 여러 환자의 수술을 완료한 후 자그레브 경찰 폭발물처리반이 출동해 폭탄을 해체했다. 폭탄 처리와 폭발로 인한 사상자는 없었다.
2013년 5월 자그레브 시장 밀란 반디치는 페트리체바 거리에 로켓 공격을 추모하는 박물관을 건설했다.

## ICTY의 전쟁 범죄 재판
세르비아 크라이나 공화국의 대통령이자 세르비아 크라이나 공화국군(SVK) 최고사령관인 밀란 마르티치는 자그레브, 시사크, 카를로바츠 3개 크로아티아 도시에 포격을 명령했다. 1995년 5월 2일 오전 10시 25분경 밀란 마르티치의 명령에 따라 크라이나군의 첼레케티치 장군은 부하들에게 페트로바고바산 지역에서 자그레브 중심부와 공항(플레소)을 향해 '집속탄' 탄두를 장착한 오르칸 다연장 로켓 발사기를 발사하라고 명령했다. 이 로켓은 자그레브의 중심 상업 지구 내 여러 지역, 주로 스타라 블라슈카 거리, 요시프 유라이 스트로스마이에르 광장, 크리자니체바 거리 등에 떨어졌다. 불법적인 이 공격으로 최소 5명의 민간인이 사망했고 최소 146명의 민간인이 부상을 입었다. 1995년 5월 3일 12시 10분경에는 밀란 마르티치의 명령에 따라 '집속탄' 탄두를 장착한 오르칸 다연장 로켓 발사기로 다시 페트로바고바산 지역에서 자그레브를 향해 미사일이 발사되었다. 이 로켓은 클라이체바 거리, 메둘리체바 거리, 일리차 거리, 크로아티아 국립극장 등에 착탄했다. 불법적인 이 공격으로 최소 2명의 민간인이 사망했고 민간인 48명이 부상을 입었다.— 몸칠로 페리시치에 대한 전쟁 범죄 관련 기소장 내용

공격 직후 마르티치는 세르비아의 텔레비전에 출연해 자신이 미사일 공격을 명령했다고 공개적으로 자랑했다. 이 인터뷰 비디오는 마르티치가 전쟁 범죄 혐의로 기소된 후 구유고슬라비아 국제형사재판소(ICTY)에서 마르티치의 전쟁 범죄 증거로 사용되었다. 자그레브 공격은 마르티치 기소장에 적인 주요 요점 중 하나였으며 마르티치는 자신이 자그레브 공격을 지시했음을 자백했으나 이 공격이 "적을 향한 정당한 행위"였다고 주장했다. 2007년 6월 12일 마르티치는 징역 35년형을 선고받았다.
페리시치도 로켓 공격을 명령한 혐의로 기소되었다. 법원은 크라이나군에 페리시치가 명령을 내리고 이에 반대하는 부하들에 대한 징계 절차도 같이 내렸기 때문에 부하를 제대로 통제할 권한을 가지고 있었으며, 자그레브에서 로켓을 발사한 자들에 대해 처벌하지 않은 책임이 크다면서 27년의 징역형을 선고했다. 2013년 2월 열린 항소심에서는 모든 혐의에 대해 무죄 판결이 내려져 석방되었다.
1995년 5월 2일 오전 예고 없이 자그레브의 중앙광장, 여러 상점가, 학교, 자그레브 공항 인근의 플레소 마을, 공항 건물 등 여러 곳에 오르칸 로켓이 착탄했다. 이 공격으로 총 민간인 5명이 사망하고 최소 160명이 중상을 입었다. 이 때 당시의 피해자 중 대다수는 현재까지도 부상으로 피해를 보고 있다. 다음 날인 1995년 5월 3일 정오 자그레브에 또 다시 오르반 로켓 포격이 떨어졌다. 이 포격으로 크로아티아 공화국 광장에 있는 크로아티아 국립극장과 어린이 병원, 또 다른 광장이 피해를 입었다. 이 공격으로 2명이 사망하고 54명이 부상을 입었다. 이들 중 상당수는 현재도 부상으로 고통받고 있다.— ICTY의 밀란 마르티치 판결문 내용

## 참고 문헌
- “Martic Ordered Shelling Centre Of Zagreb, Says Protected Witness”. Journal of Turkish Weekly. 2006년 3월 10일. 2012년 7월 28일에 원본 문서에서 보존된 문서. 2007년 6월 12일에 확인함.
- Patrick Moore (1995년 5월 4일). “No. 87, Part II”. 《Daily Digest》. Open Media Research Institute. 2007년 6월 12일에 확인함.
- William J. Fenrick. “Attacking The Enemy Civilian As A Punishable Offense”. 《Duke Journal of Comparative & International Law》. 2006년 1월 18일에 원본 문서에서 보존된 문서. 2007년 6월 12일에 확인함.